# Fruktany

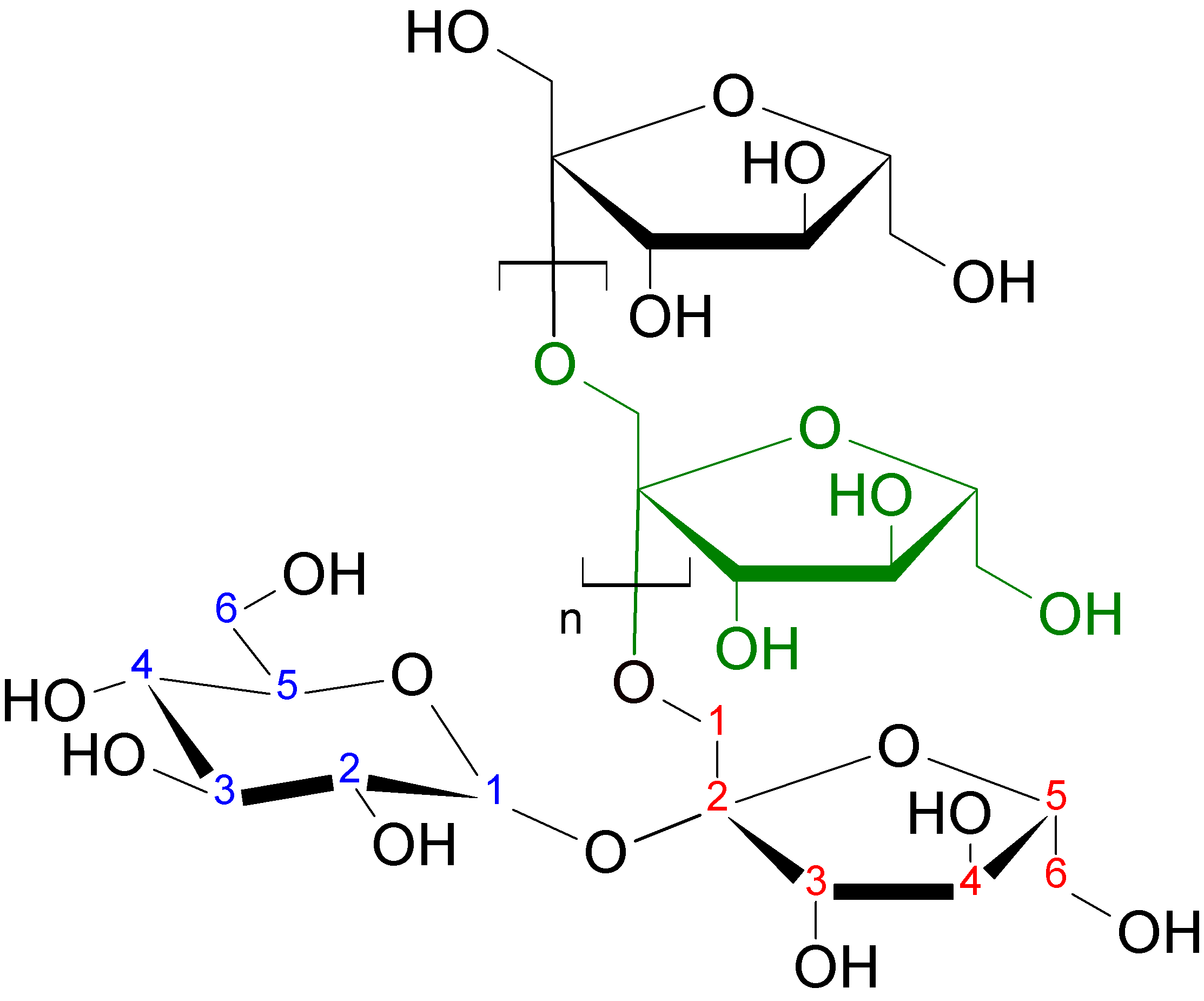
Wzór strukturalny inuliny, która należy do fruktanów roślinnych.

Fruktany – niskocząsteczkowe, często rozgałęzione polimery D-fruktozy (β-D-fruktofuranozy). Większość fruktanów zawiera cząsteczkę glukozy zlokalizowaną terminalnie, na końcu redukującym. Są rozpuszczalne w wodzie.
Są związkami pochodzenia roślinnego – produkowane są jako materiał zapasowy, oraz mikrobiologicznego – jako egzopolisacharydy. Rzadko występują w liściach (cebula), przede wszystkim magazynowane są w bulwach, kłączach oraz dolnych częściach łodyg. Można je spotkać również w niedojrzałych owocach. Drobnoustroje produkują fruktany w obecności sacharozy w podłożu. Mikrobiologiczny fruktan to lewan, a jego synteza ujawnia się w postaci małych kropelek w pobliżu kolonii.

## Występowanie
Można je zaobserwować u szczepów:
- Bacillus subtilis
- Bacillus cereus
- Azotobacter chroococcum
- Aerobacter levanicum
- przedstawicieli Pseudomonas
- przedstawicieli Enterobacter

Fruktany występują pospolicie w wakuolach roślin należących do rodzin:
- Compositae
- Campanulaceae
- Liliaceae
- Iridiaceae
- Gramineae

## Podział fruktanów
Fruktany różnią się między sobą masą cząsteczkową i budową wewnętrzną, podstawę rozróżnienia stanowi rodzaj wiązań pomiędzy resztami fruktozy. Badania fruktanów izolowanych z liści spichrzowych cebuli (Allium cepa) wykazały, że są one mieszaniną substancji składających się z 3–12 reszt monosacharydowych Najlepiej poznanym fruktanem roślinnym jest inulina, której masa cząsteczkowa wynosi ok. 5 kDa, co odpowiada 30–35 resztom cukrowym. Inulina jest białym proszkiem bez smaku, przypominającym wyglądem zewnętrznym skrobię, nie daje jednak zabarwienia z jodem, rozpuszcza się łatwo w gorącej wodzie, wypadając z roztworu w niskich temperaturach (ta właściwość ułatwia jej otrzymywanie), pod działaniem kwasów lub enzymu – inulinazy zostaje rozłożona całkowicie do fruktozy.

### I grupa
Należą tu związki, w których występuje wiązanie glikozydowe β-2,1:
- inulina
- asparagosan
- asphodelan
- graminan
- iryzyna – w kłączach irysa
- synistryna
- tritican
- kritesan
- 1- kestoza – zbudowana z 2 cz. fruktozy, 1 cz glukozy
- nystoza – zbudowana z 3 cz. fruktozy, 1 cz glukozy
- fruktofuranosylonystoza – zbudowana z 4 cz. fruktozy, 1 cz glukozy

### II grupa
Wiązanie między fruktozami to β-2,6 glikozydowe. Fruktany tej grupy to przede wszystkim polimery występujące w roślinach z rodziny Gramineae oraz lewany produkowane przez bakterie. Paciorkowce odpowiedzialne za próchnicę zębów – Streptococcus salivarius oraz Streptococcus mutans produkują zewnątrzkomórkowy enzym, który przekształca sacharozę w lewan, który następnie przyczepia się do powierzchni zębów. Na nim właśnie gromadzą się kwaśne produkty fermentacji mlekowej i tworzy się płytka nazębna. Niektóre szczepy wykorzystują produkowany lewan, gdy w podłożu braknie sacharozy.
- phlean
- poan
- pyrosan
- sekalina – w życie
- fruktany mikrobiologiczne grupy lewanów – trycytyna

## Zastosowanie
Fruktany są związkami, które wywierają korzystny wpływ na zdrowie człowieka – są prebiotykami – nie są trawione ani wchłaniane w przewodzie pokarmowym gospodarza, organizm człowieka nie posiada enzymów hydrolizujących wiązanie β-2-1 glikozydowe, natomiast ulegają selektywnej fermentacji bakteryjnej w jelicie grubym, stymulując wzrost pałeczek kwasu mlekowego – Lactobacillus oraz Bifidobacterium. Mechanizm działania jest związany z selektywną fermentacją fruktanów przez bifidobakterie, które syntetyzują enzym rozkładający wiązania β-1,2 glikozydowe – beta fruktozydazę.
Wynikiem procesu rozkładu fruktanów jest zmiana składu mikroflory bakteryjnej jelit, polegająca na zahamowaniu wzrostu bakterii patogennych. Wzrost "złych bakterii" jest hamowany przez bakterie probiotyczne, które poprzez produkcję krótkołańcuchowych kwasów tłuszczowych obniżają pH środowiska i w ten sposób tworzą niekorzystne środowisko dla rozwoju patogenów tj: Escherichia coli, Salmonella, Shigella, Clostridium. Produkowane z fruktanów w jelicie krótkołańcuchowe kwasy tłuszczowe to przede wszystkim:
- kwas octowy
- kwas propionowy
- kwas mlekowy
- kwas masłowy

Kwasy te wpływaja na metabolizm ogólnoustrojowy:
- odżywiają komórki jelit
- obniżają pH treści
- zwiększają wysokość kosmków jelitowych
- zwiększają liczbę komórek nabłonkowych przypadających na poszczególne kosmki
- powodują spadek przepuszczalności kolonocytów dla bakterii patogennych

Fruktany w organizmie gospodarza:
- obniżają poziom trójglicerydów i cholesterolu we krwi poprzez hamowanie syntezy lipidów w wątrobie
- podwyższają przyswajalność Ca, Mg, Zn, Fe
- zmniejszają ryzyko nowotworów jelita grubego[5]
- wpływają na zwiększenie zawartości witamin z grupy B
- wzmagają perystaltykę jelit
- wzmacniają system odpornościowy[6]

W celu uzyskania efektu prebiotycznego dzienna dawka fruktanów wynosi 4–10 g/dobę/osobę.